# Полювання на Санту
«Полювання на Санту» (англ. Fatman) — американсько-канадійський комедійний фільм 2020 року випуску. Також тут є штрихи фентезі, трилера та бойовика. Режисери та сценаристи Ешон та Іан Нелмс.
Фільм знятий у Канаді; світова прем'єра відбулася 13 листопада 2020 року.

## Сюжет
Наближається Різдво, а в Санти й Рут зовсім немає святкового настрою. Звідки ж йому взятись, якщо бізнес на Алясці віднедавна збитковий. Перевіривши список дітей, яким він має принести подарунки, Санта виявив серед них дуже багато нечемних та неслухняних. Це означає, що подарунків буде менше, а більше — шматків вугілля у яскравих обгортках. Через це держава скоротила видатки на бізнес Санти. Щоб звести кінці з кінцями, він укладає контракт з армією США на виготовлення ельфами деталей до зброї.
І треба ж такому статися, щоб саме у ці скрутні часи на нього почалося полювання. Один нечемний, але дуже багатий 12-річний хлопчик обурився тим, що замість іграшки отримав на Різдво шматок вугілля. Тож він наймає кілера, який має помститися несправедливому товстунові.

## У ролях
| Актор              | Роль                |
| ------------------ | ------------------- |
| Мел Гібсон         | Кріс                |
| Волтон Гоггінс     | найманий вбивця     |
| Меріанн Жан-Батист | Рут                 |
| Ченс Герстфілд     | Біллі Венан         |
| Роберт Бокстел     | капітан Джейкобс    |
| Ерік Вулф          | Ельф 7              |
| Сюзанна Сатчі      | Сенді               |
| Дебора Ґровер      | Анна-Марія          |
| Лінн Адамс         | власник зоомагазину |

## Оцінки критиків
За даними Rotten Tomatoes, 44% зі 117 критиків позитивно оцінили фільм, надавши йому середню оцінку 5,2 бала з 10. На платформі Metacritic фільм отримав середній бал 40 зі 100 на основі відгуків 24 кінокритиків, що відповідає категорії "змішані або середні".